# 求愛馬拉松
《求愛馬拉松》（英語：Run Fatboy Run）是一部在2007年上映的英國浪漫喜劇電影，由大衛·史威默執導，賽門·佩吉、譚蒂·紐頓、漢克·阿薩瑞亞主演。

## 劇情
丹尼斯（賽門·佩吉飾）在五年前的婚禮當天因為承受不了壓力而臨時脫逃，留下已懷孕的未婚妻莉比（譚蒂·紐頓飾）。
渾渾噩噩的丹尼斯有個失敗的人生，薪水不高、工作失意、身材走樣，連房租都常常拖欠，以致差點被房東趕到街頭。
雖然丹尼斯發現自己還愛著莉比，也因探視兒子的緣故與莉比經常見面，但是莉比早已對丹尼斯死心，並與其他人交往。
莉比交往的對象威特（漢克·阿薩瑞亞飾）與丹尼斯截然不同，他事業成功，甚至還擅長運動。
在得知威特向莉比求婚之後，丹尼斯脫口而出要參加馬拉松，在比賽贏過威特，藉以挽回莉比的心...